# San Vitale

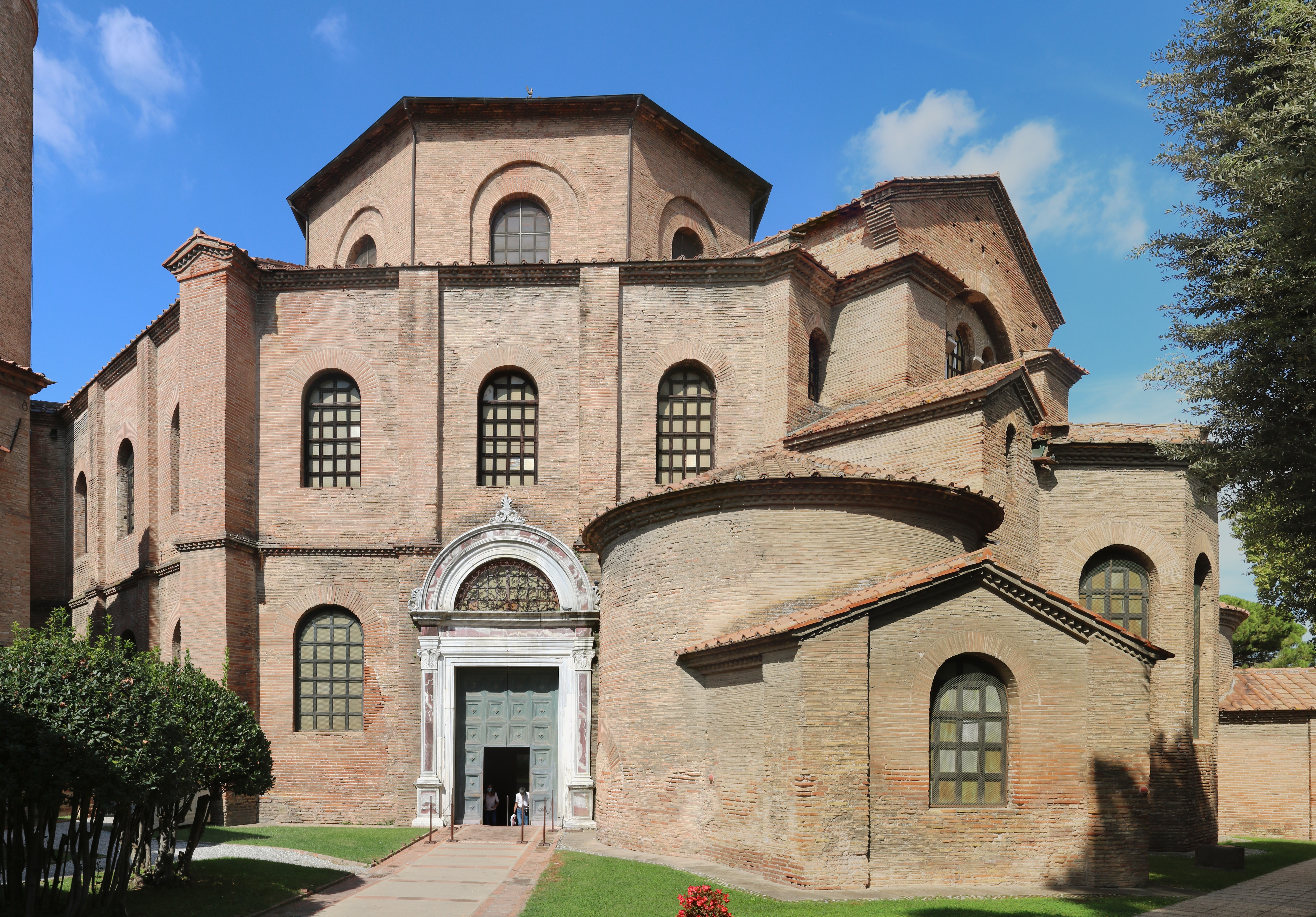
Außenansicht von Norden

Die Kirche San Vitale in Ravenna, vermutlich 537 begonnen und 547 dem heiligen Vitalis geweiht, zählt zu den bedeutendsten Kirchenbauten der spätantik-frühbyzantinischen Zeit. In ihr verbinden sich Architekturformen aus dem Oströmischen Reich mit für das damalige Italien typischen Bautechniken. Sie entstand in einer Zeit des Umbruchs, als der oströmische Kaiser Justinian I. Krieg gegen das ostgotische Königreich in Italien führte.
Berühmt ist die als Zentralbau errichtete Kirche vor allem für ihre Mosaikausstattung im Innern, insbesondere die Porträts von Justinian und seiner Frau Theodora im unteren Apsisgewände. Mit den anderen frühen Kirchenbauten in Ravenna gehört San Vitale seit 1996 zum UNESCO-Welterbe. 1960 erhielt sie durch Papst Johannes XXIII. den Ehrentitel Basilica minor.

## Baugeschichte

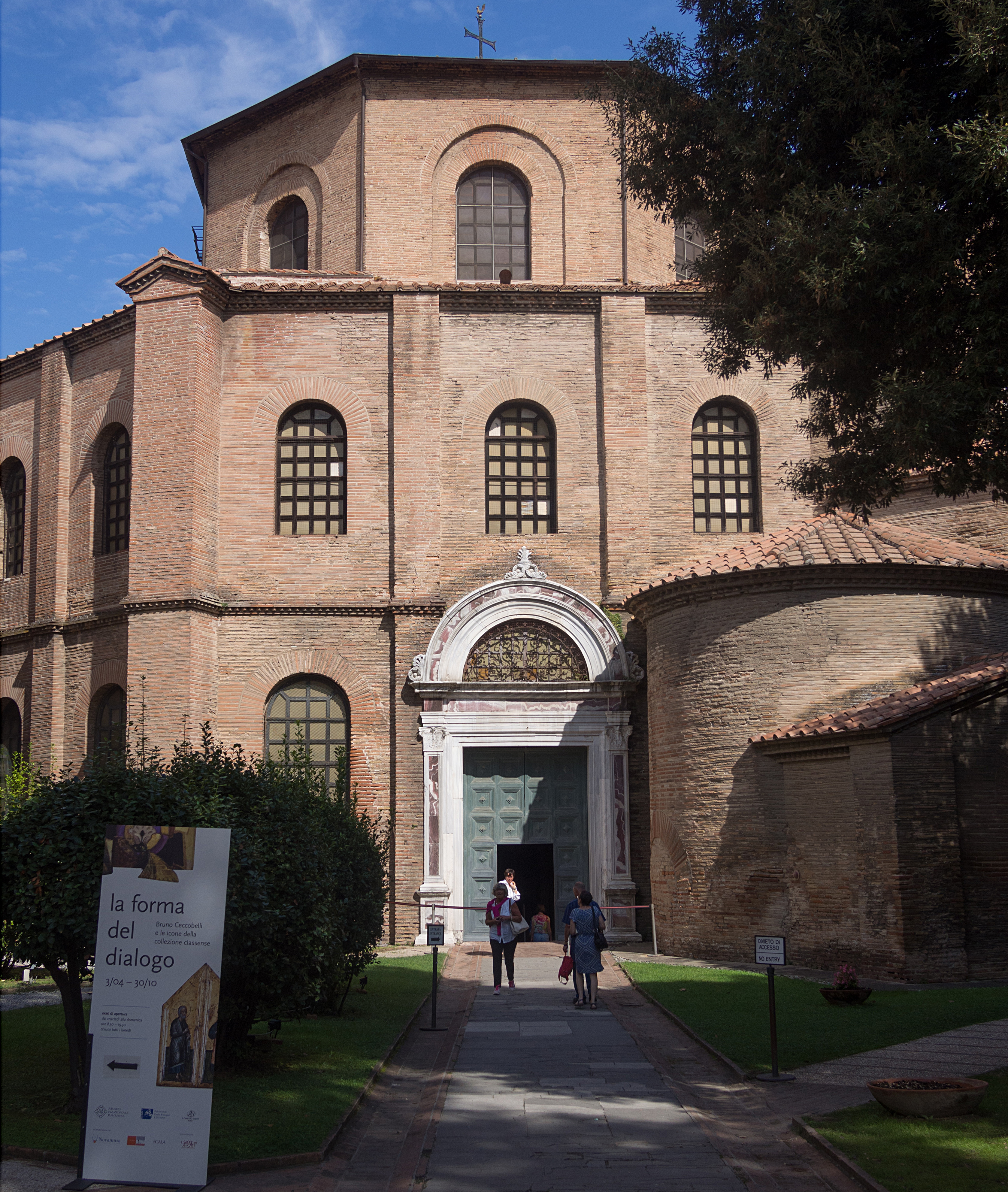
Eingangsportal

An der Stelle der heutigen Kirche befand sich im 5. Jahrhundert n. Chr. bereits ein kleiner kreuzförmiger Bau, wie Grabungen aus dem Jahr 1911 nachgewiesen haben. Ob dieser bereits der Verehrung des Heiligen Vitalis diente, lässt sich nicht nachweisen. Nach Keller gilt der Narthex des heutigen Gebäudes als Ort des Martyriums des Heiligen.
Der ravennatische Chronist Agnellus berichtet im 9. Jahrhundert, dass der katholische Bischof Ecclesius, der sein Amt von 521 bis 532 innehatte, der Begründer des heute zu sehenden Baus gewesen sei. Dies wird bestätigt durch ein Mosaik in der Apsis der Kirche, welches Ecclesius als Stifter des Baus präsentiert. Zum damaligen Zeitpunkt war Ravenna noch Hauptstadt des ostgotischen Königreiches, dessen germanische Elite sich zum arianischen Christentum bekannte. Die Bevölkerung Ravennas war dementsprechend in eine arianische und eine katholische Gemeinde gespalten, an deren Spitze jeweils ein eigener Bischof stand. Agnellus berichtet weiterhin, dass ein Bankier namens Iulianus argentarius den Bau finanziert habe. Auch hierfür lassen sich Nachweise im Kircheninneren finden, wo mehrmals das Monogramm des Iulianus auftaucht. Sein Name fällt auch im Zusammenhang mit der Finanzierung anderer Kirchen in Ravenna, wie z. B. Sant’Apollinare in Classe. Die Rolle von Ecclesius’ Nachfolger Ursicinus (534–536) beim Bau von San Vitale ist unbekannt.
Die eigentlichen Bauarbeiten wurden wahrscheinlich erst unter dem nächsten Bischof, Victor (537/38–544/45), begonnen. Es ist sein Monogramm, welches die Kämpferblöcke im Kircheninneren tragen. In die Zeit seines Episkopats fiel auch das Ende der ostgotischen Herrschaft über Ravenna, als die Stadt 540 durch byzantinische Truppen unter Befehl des Feldherrn Belisar eingenommen wurde. Die Weihung der Kirche fand laut Agnellus schließlich im Jahr 547 unter Bischof Maximian (546–556) statt. Sein Porträt findet sich auf einem Mosaik im unteren Apsisgewände.
Im 10. Jahrhundert gelangte San Vitale in den Besitz einer Benediktinergemeinde. Während des Mittelalters wurden einige Veränderungen am Bau vorgenommen. So wurden beispielsweise in die Decken des Umgangs und der Empore Kreuzgratgewölbe eingefügt. Um deren Schub abzufangen, wurden am Außenbau mehrere Strebepfeiler angefügt. Im 16. Jahrhundert erhielt die Kirche ein neues Eingangsportal im Osten.

## Architektur

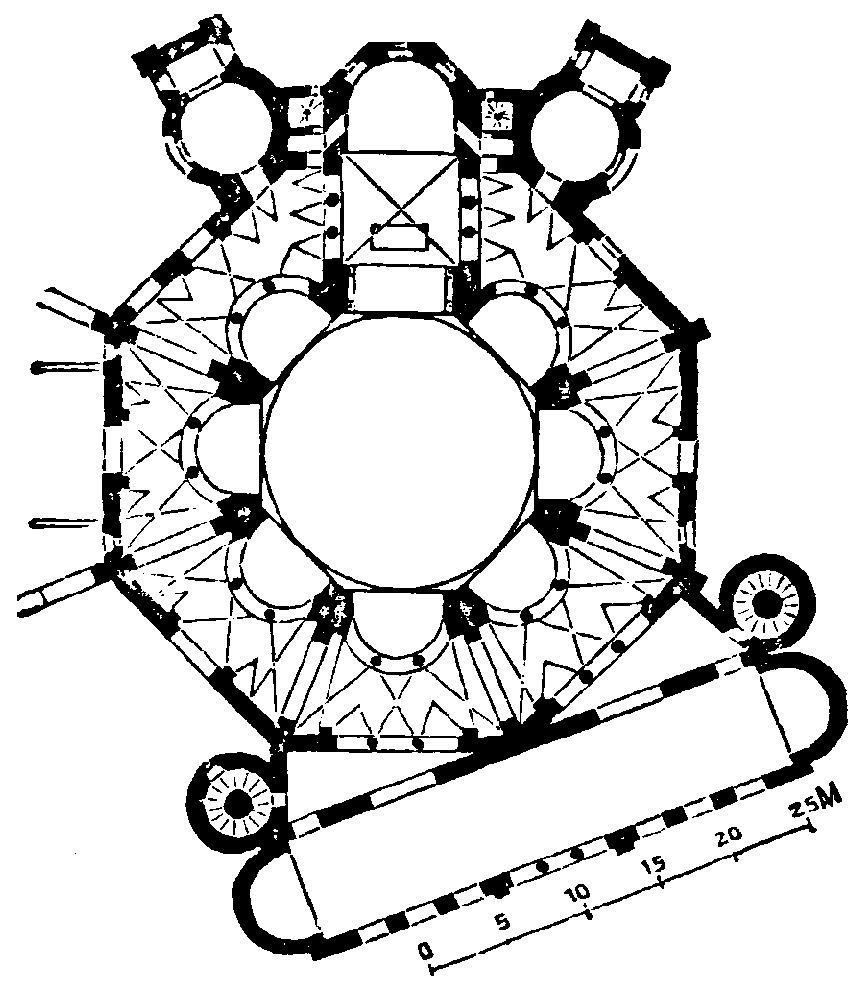
Grundriss

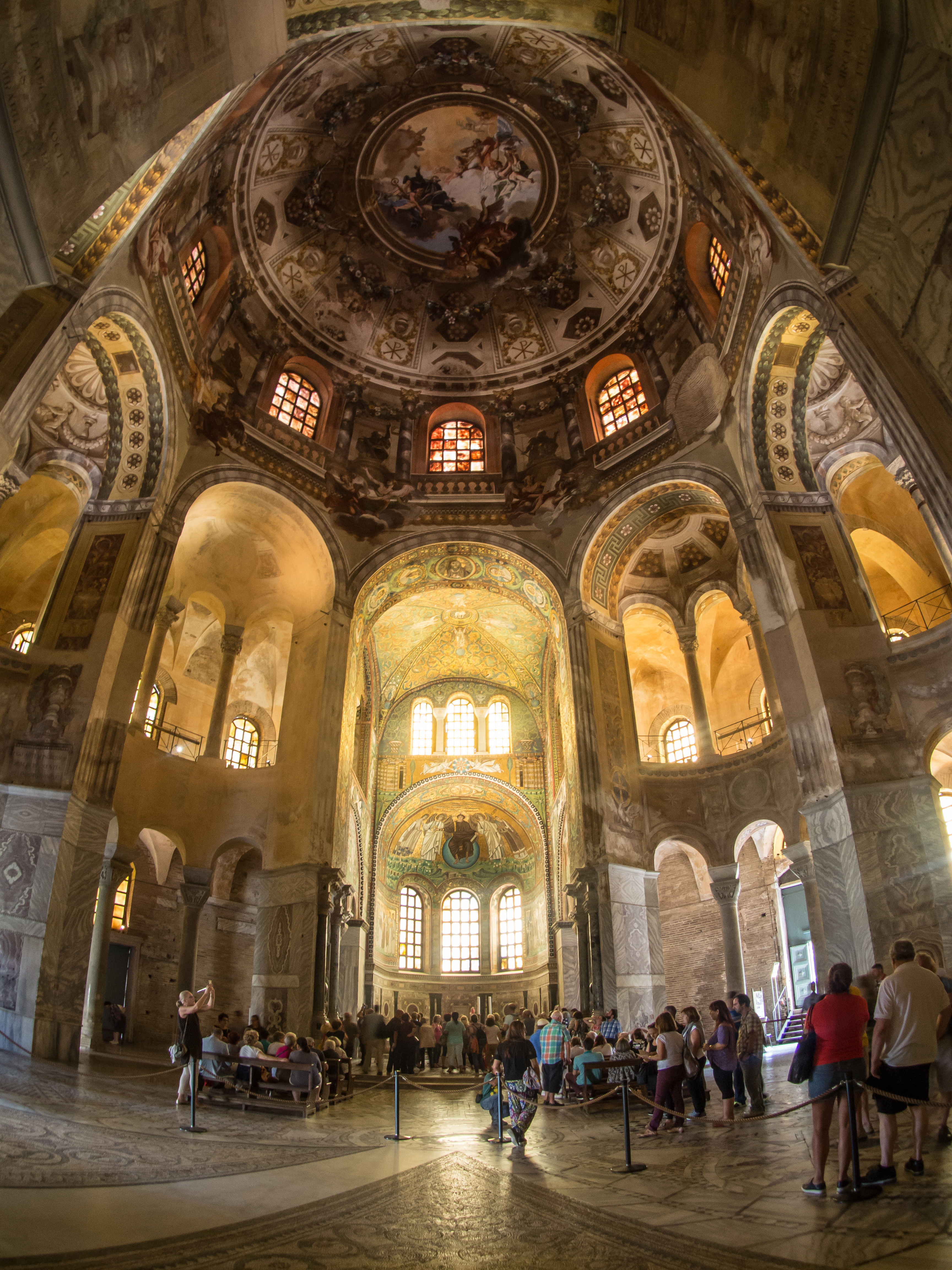
Blick zur originalen Apsis und späterer Deckenbemalung

San Vitale wurde als zweischaliger Nischenzentralbau mit eingestelltem Stützenkranz entworfen. Den Kern des Gebäudes bildet ein oktogonaler, überkuppelter Zentralraum. Den Haupteingang dazu stellte ursprünglich der im Südwesten angeschlossene Narthex dar. Dieser ist aus der Achse des Gebäudes nach Südosten hin verschoben, so dass er nur an einer Kante an das Oktogon anstößt. Von den beiden Apsiden, mit denen der Narthex ursprünglich abschloss, ist heute nur noch die nördliche erhalten. Den Übergang zwischen Narthex und Oktogon bilden zwei Zwickelräume, die von je einem Treppenturm (ø: 5,40 m). flankiert werden, über welche man die Emporen erreicht.
Der Kern des Zentralraums wird durch acht Pfeiler, welche die Kuppel tragen, ebenfalls als Oktogon definiert. Den Raum zwischen den Pfeilern füllen durch zweisäulige Arkaden gegliederte, halbrunde Nischen, welche sich auch in den Emporen fortsetzen. Die Kuppel, mit einem Durchmesser von 15,70 m, ruht auf einem achteckigen, durchfensterten Tambour, wurde in der für Italien typischen Leichtbauweise aus Ringen von Tonröhren, den sogenannten tubi fittili, errichtet und nach außen mit Pyramidendach überdeckt. Die Dekoration der Kuppel stammt aus dem späten 18. Jahrhundert. Dieser zentrale Raumteil ist von einem etwas niedrigeren, doppelgeschossigen Umgang umgeben.
Der Altarraum ist durch Arkaden aus dem Umgang herausgetrennt und von einem Kreuzgratgewölbe überdeckt. An ihn schließt sich im Nordosten die polygonal ummantelte Apsis an. Diese wird flankiert von zwei Kapellen mit kreisrundem Grundriss. Im Altarraum und in der Apsis befinden sich auch die spätantiken Mosaiken, für die San Vitale bekannt ist.
Die gesamte Kirche ist aus massivem Ziegelwerk gemauert. Die langen, schmalen Ziegel, die dabei verwendet wurden, gleichen denen der anderen Bauten des Julianus Argentarius und sind leicht von den Ziegeln zu unterscheiden, die beispielsweise bei Bauten der Galla Placidia oder des Theoderich Verwendung fanden. Die saubere Ausführung des Mauerwerks und die souveräne Geometrie der Architektur zeigen, dass die Überlieferungen römischer Bautechnik sowie die planerischen und handwerklichen Fähigkeiten der jahrhundertelangen Tradition römischer Architektur noch in voller Blüte vorhanden waren.
Bekannt ist San Vitale, wie viele der spätantiken Monumente Ravennas, für seine reiche Mosaikausstattung. Diese teilt sich in Wand- und Bodenmosaiken auf. Letztere breiteten sich ursprünglich als verschiedenartige ornamentale und florale Muster über den gesamten Kirchenraum aus und sind eher in matten Erdtönen gehalten. Während sie im Umgang noch größtenteils erhalten sind, wurden sie im zentralen Kuppelraum mittlerweile weitgehend durch einen jüngeren Opus-sectile-Boden ersetzt.

## Die Mosaiken im Presbyterium
Bei der Ausstattung seiner Kirche war es Ecclesius wichtig, den sakralen Bereich besonders hervorzuheben, um den Gläubigen eine beeindruckende visuelle und spirituelle Erfahrung zu vermitteln. Gewöhnlich bestimmte der Auftraggeber, welches Programm er zeigen wollte. Ein aktuelles Thema in dem noch jungen Christentum war die Bedeutung der Eucharistie und ihre alttestamentlichen Vorläufer. Dafür standen dem Bischof Vorlagen zur Verfügung, die er nach eigenem Gutdünken zusammenstellen konnte. Mit farbenprächtigen Mosaiken erzeugte er dabei den wirkungsvollsten Effekt. Das Mausoleum von Galla Placidia ist ein anschauliches Zeugnis dafür, wie meisterhaft die musivische Kunst in Ravenna schon hundert Jahre vor San Vitale vertreten war. Dennoch nimmt man an, dass die einzigartigen Mosaiken des Presbyteriums nicht nur von ortsansässigen Handwerkern, sondern in Zusammenarbeit mit spezialisierten Künstlern aus Byzanz entstanden sind. Durch die sorgfältige Auswahl und Kombination bestimmter Materialien schufen sie ein herausragendes Beispiel der byzantinischen Kunst.

### Die Technik
Die Ausführung der Mosaiken erfolgte in der Regel von oben nach unten, wobei man mehrere Werkstätten und Künstler einsetzte, um die Arbeit auf dem frischen Putz zügig vorantreiben zu können. Davor hatte man die Szenen unter Berücksichtigung ihrer Distanz und unterschiedlicher Blickwinkel skizziert. Für ihre farbenprächtigen Darstellungen verwendeten die Mosaizisten nicht wie sonst üblich Stein und Glas, sondern Halbedelsteine. So nutzten sie das tiefe Blau des Lapislazuli, um bei Hintergründen und Gewändern einen himmlischen oder königlichen Effekt zu erreichen, die hell bis dunkel schillernden Grüntöne des Malachits hingegen für Landschaften, Pflanzen oder dekorative Elemente. Die hoheitsvollen Gewänder Christi oder des Kaiserpaares wiederum wurden in Porphyr ausgeführt, einem im Byzantinischen Reich mit kaiserlicher und göttlicher Macht assoziierten Stein, der auf die Zeitgenossen besonders prächtig wirkte. Der weiße oder leicht durchscheinende Alabaster unterstreicht architektonische Elemente oder heilige Gegenstände, während die Schattierungen von Schwarz, Weiß und Grau bei den dekorativen Mustern dem Onyx geschuldet sind. Auch durch die Verwendung von Gold- oder Silberfolien hinter farblosen oder bunten Glasstückchen wurde ein besonderer Glanz und eine starke Leuchtkraft bewirkt. Doch insgesamt ist es die meisterhafte Kombination all dieser Materialien, die beim Betrachter mit ihrer Farbenpracht, Lebendigkeit und Kostbarkeit einen so tiefen Eindruck hinterlässt.

### Der Triumphbogen
Bereits der Triumphbogen, der zum Altarraum überleitet, weist in seiner Laibung fünfzehn farbenprächtige Medaillons auf. Sie alle sind von Blumen überfangen und werden von leuchtend grünen Delphinen mit überkreuzten Schwänzen gehalten. Den Scheitelpunkt nimmt ein bärtiger, langhaariger Christus ein. Er ist in purpurne Kleider gehüllt und trägt in seiner Rechten das prophetische Buch mit den sieben Siegeln aus den Offenbarungen des Johannes. Dessen schwer zu deutender Inhalt war im frühen Christentum ein viel diskutiertes und beliebtes Motiv, weshalb es als Buch oder Pergamentrolle auch mehrfach im Presbyterium auftaucht. Rechts und links von Christus sind jeweils sechs seiner namentlich genannten Apostel zu sehen sowie Gervasius und Protasius, die dem Vitalis zugeschriebenen Söhne. Sie wurden durch die im 5. Jh. erschienene Hagiographie dieses ursprünglich mailändischen Märtyrers bekannt. Als Mailand unter Kaiser Theodosius aufgegeben und Ravenna neue Hauptstadt des weströmischen Reiches wurde, ernannte man Vitalis zu dessen Schutzpatron. Seine Vita, in der auch seine Familie Erwähnung fand, sollte der Bevölkerung sowohl ihn als auch die neue, wichtige Rolle Ravennas nahe bringen.

### Der Altarraum
Die Mosaiken im Altarraum sind der Eucharistie und der Erscheinung Gottes gewidmet. Dadurch, dass die Gläubigen das Abendmahl hier oft am Altar im Stehen empfingen, machten die Bilder die Entstehung und den biblischen Hintergrund dieser Zeremonie präsent. Vor allem die beiden großen Lünetten zeigen anschaulich prägende Opferszenen aus dem Alten Testament, die als Vorläufer des Opfers Christi gelten.

#### Die Opfer Abrahams

##### Abrahams Gastfreundschaft
Die Szene auf der linken Seite des Mosaiks stammt aus der Genesis 18,1-15 und erzählt, wie Gott dem 90-jährigen und kinderlosen Ehepaar Abraham und Sara einen Besuch abstattet. So heißt es:
"Und der HERR erschien ihm bei den Terebinthen von Mamre, während er am Eingang des Zelts sass, als der Tag am heißesten war. Er blickte auf und schaute sich um, sieh, da standen drei Männer vor ihm. Und er sah sie und lief ihnen vom Eingang des Zelts entgegen und warf sich nieder zur Erde. Und er sprach: Herr, wenn ich Gnade gefunden habe in deinen Augen, so geh nicht vorüber an deinem Diener. Es soll etwas Wasser geholt werden, dann wascht eure Füsse und ruht euch aus unter dem Baum. Ich will einen Bissen Brot holen, dass ihr euch stärken könnt, danach mögt ihr weiterziehen. Denn deswegen seid ihr bei eurem Diener vorbeigekommen. Sie sprachen: Mach es so, wie du es gesagt hast. Da eilte Abraham ins Zelt zu Sara und sprach: Nimm schnell drei Sea Mehl, Feinmehl, knete es und backe Brote. Auch zu den Rindern lief Abraham, nahm ein zartes, schönes Kalb und gab es dem Knecht, und der bereitete es eilends zu. Dann nahm er Butter und Milch und das Kalb, das er zubereitet hatte, und setzte es ihnen vor. Er selbst wartete ihnen auf unter dem Baum, und sie assen. Da sprachen sie zu ihm: Wo ist Sara, deine Frau? Er sprach: Da drinnen im Zelt. Da sprach er: Fürwahr, übers Jahr werde ich wieder zu dir kommen. Dann hat Sara, deine Frau, einen Sohn."
Was für uns heute nicht gleich nachvollziehbar ist, war für Abraham offensichtlich: Gott hatte ihn in seiner bescheidenen Hütte besucht. Ebenso eindeutig war dies damals für die Gläubigen in Ravenna, denn jahrzehntelang bestimmten Diskussionen zwischen Arianern und Orthodoxen über die Trinität ihren Alltag. Seit dem Ersten Konzil von Nicäa im Jahr 325 waren sich die Theologen einig, dass Gott als eine Wesenseinheit von drei Personen zu verstehen ist: Gottvater, Jesus und der Heilige Geist. Auf demselben Konzil wurde jedoch auch ein Verbot zur bildlichen Darstellung Gottes erlassen, basierend auf dem 2. Gebot: "Ihr sollt […] euch weder Bild noch Steinmal aufrichten." (3Mo 26). Deshalb musste man eine Lösung für die Wiedergabe der Dreifaltigkeit finden und entschied sich für drei Gottesboten. Sie erschienen in Gestalt von drei Jünglingen, zunächst noch ohne Flügel, um sie nicht mit antiken Genien zu verwechseln, dann ab dem 4. Jahrhundert als geflügelte Engel. Jedenfalls betrachten die himmlischen Gäste mit fast irdischer Neugierde und Verlegenheit, wie Abraham und seine Frau sie aufwändig bewirten. So wie Sara hatten damals alle Gläubigen einen kreuzförmig gekerbten Brotlaib für das Abendmahl gebacken, Oblaten kamen erst in karolingischer Zeit auf.

##### Das Opfer Isaaks
Die Bibel erzählt außerdem, dass Abraham wenige Jahre später von Gott auf die Probe gestellt und angewiesen wurde, ihm diesen Sohn, «deinen einzigen, den du liebst», zu opfern (Gen 22,2–8). So zeigt das Mosaik auf der rechten Seite, wie Abraham gerade mit seinem Schwert ausholt, um den auf dem Altar gebundenen Sohn zu töten. Er wird jedoch von Gott, der seinen absoluten Gehorsam erkennt, im letzten Moment daran gehindert. In der neueren Forschung wird diese Bibelstelle daher nicht mehr als Opfer, sondern als Bindung Isaaks bezeichnet. Abraham bricht erleichtert ab und entdeckt, als er sich umschaut, einen Widder, den er Gott anstelle seines Sohnes darbringen kann. Die linke Szene der Lünette thematisiert hier somit die Erscheinung Gottes, veranschaulicht durch die drei Engeln und die dextera dei, die rechte Hand Gottes, die schräg über Abraham aus den Wolken ragt. Zum anderen versinnlicht sie mit dem geschlachteten Kalb das Blut- und mit dem Brot das eucharistische Messopfer. Die Opferung Isaaks auf der rechten Seite wird hingegen als symbolisches Vorbild für das Opfer Christi gewertet, wobei der Widder für dessen am Kreuz vergossenes Blut steht. Diese Szene gehört zu den beliebtesten Themen der frühchristlichen Kunst.

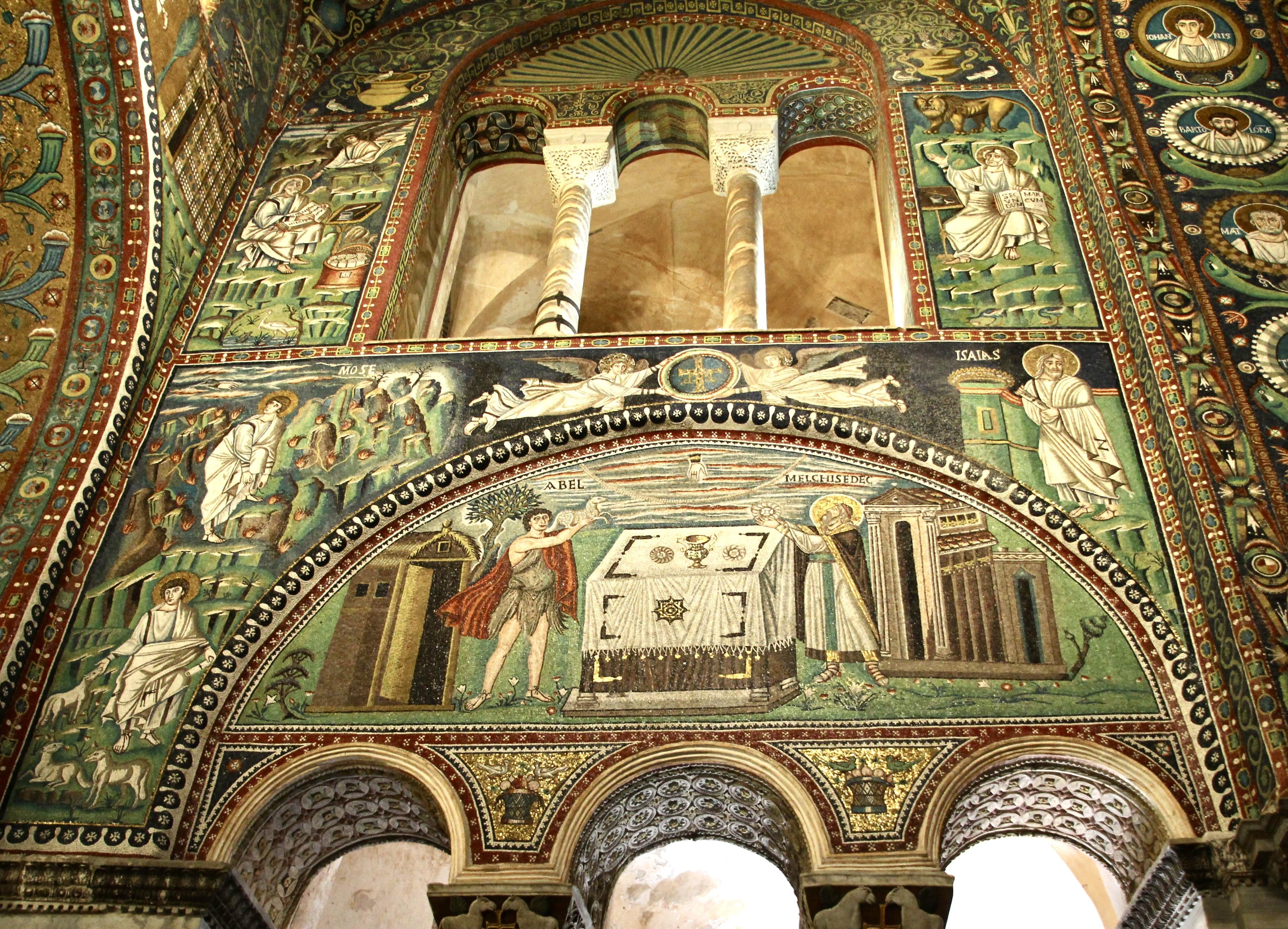
Matthäus und Lukas, die Opfer des Abel und Melchisedek, Moses und Jesaia

Eine Gegenüberstellung von Blut- und Messopfer wird auch auf der rechten Lünette gezeigt. So sehen wir in der Bildachse einen mit einer weißen, gold-bestickten Decke geschmückten Altar. Darauf befinden sich ein Messkelch und zwei eucharistische Brote. Links bringt Abel, der zweite Sohn Adams und Evas, vor seiner Hütte Gott ein Lamm aus der Herde dar. Gott, der Abels reines Herz und gerechtes Leben kennt, nimmt es wohlgefällig an. Rechts des Altars zelebriert Melchisedek das göttliche Opfer hingegen mit Brot und Wein. Melchisedek gilt im Alten Testament als erster Priester, der anstelle des Fleischopfers Brot und Wein dargebracht hatte (Gen14,18–20 EU). Damit nahm er die symbolische Handlung des Abendmahls vorweg, die Jesus beim Brotbrechen mit den Worten empfahl: "Das ist mein Leib für euch. Tut dies zu meinem Gedächtnis”, weshalb man die Eucharistie auch heute noch „nach der Ordnung des Melchisedek“ mit Brot und Wein zelebriert. Dass Gott beide Opfergaben wohlgefällig sind, bezeugt auch hier die Hand Gottes, die über den beiden Männern am Himmel erscheint. Abraham, Abel und Melchisedek erfreuten sich seit dem 4. Jh. gerade in Oberitalien großer Beliebtheit und wurden beim eucharistischen Gebet gemeinsam erwähnt. Daraus darf man schließen, dass sie hier nicht nur aus theologischen, sondern auch aus liturgischen Gründen dargestellt sind.

#### Die Propheten
Während die Szenen in den Lünetten auf die Heilsgeschichte Gottes verweisen, repräsentieren die drei namentlich erkennbaren Propheten in den Zwickeln die Gesetzgebung Gottes an Moses sowie die Zeit danach. So steht Jesaja mit seinen Prophezeiungen zur Geburt und dem Kommen des Messias für die Menschwerdung Christi (7,14 und 9,5-6). In den Worten des Jeremias hingegen, der seine eigenen Leiden beschreibt (11,18-19), sah man oft eine Parallele zur Passion Christi. Beide Propheten tragen eine Pergamentrolle in den Händen und stehen vor einer grünen Architektur mit Türmen. Ihre Märtyrerkronen werden als Anspielung auf den Tod Christi gedeutet.

##### Moses
Moses, der dritte Prophet, wird sehr viel ausführlicher und lebendiger gezeigt. So veranschaulicht eine Episode auf der südlichen Seite seine erste Begegnung mit Gott, indem er am Berg Horeb einen brennenden Dornbusch entdeckt, ohne dass dieser tatsächlich verbrennt. Er nähert sich ihm neugierig, als er Gottes Stimme hört: „Moses! Komm nicht näher! Zieh deine Sandalen aus. Du stehst auf heiligem Boden!“ . Daraufhin offenbart ihm Gott, dass er ihn als Führer der Israeliten auserkoren habe, um diese zu befreien und aus Ägypten herauszuführen (Es 3,1-6). Auch hier wird der göttliche Auftrag durch die Hand Gottes unterstrichen, wobei sie dieses Mal im Osten erscheint, woher damals die Ankunft Christi erwartet wurde. In der zweiten Episode steht Moses mit seiner Herde auf der Weide, in der Linken hält er, wiederum als Anspielung auf die Offenbarung des Johannes, eine versiegelte Schriftrolle, während die Rechte liebevoll eines der Schafe streichelt (Es 3,1), was ihn als guten Hirten und Vorläufer Christi ausweist. Bei der dritten Episode an der nördlichen Wand werden ihm auf dem Berge Sinai von der Hand Gottes die zehn Gebote überreicht (Es 19,20). Schwierig zu deuten war lange die Gruppe darunter, die vermutlich zeigt, wie die Israeliten in regungsloser Erwartung oder gestikulierend auf die Erscheinung Gottes reagieren, Mittels dieser vier Szenen werden den Gläubigen somit anschaulich des Moses Begegnung mit Gott, seine Bedeutung als Führer und Gesetzgeber und seine Fürsorge für seine Herde vor Augen geführt.

#### Die Evangelisten
In den Ecken der Empore sind als Vertreter des Neuen Testaments die vier Evangelisten Lukas, Johannes, Matthäus und Markus abgebildet. Die Verwendung ihrer Symbole, Stier, Adler, Engel und Löwe, waren in der christlichen Kunst erst kurz davor aufgekommen und gehen auf eine Vision des Propheten Ezechiel zurück (1,10). Die vier Paradiesflüsse Tigris, Euphrat, Pischon und Gihon zu ihren Füßen hingegen entstammen einer Anspielung aus dem Kommentar des Kirchenvaters Hieronymus zu Ezechiel (47,12), wonach die vier Evangelisten ihre Lehre Christi wie Flüsse über die Welt ausgebreitet hätten. Oberhalb eines jeden Evangelisten wächst aus einem Kantharos eine Weinrebe zum goldenen Kreuz im

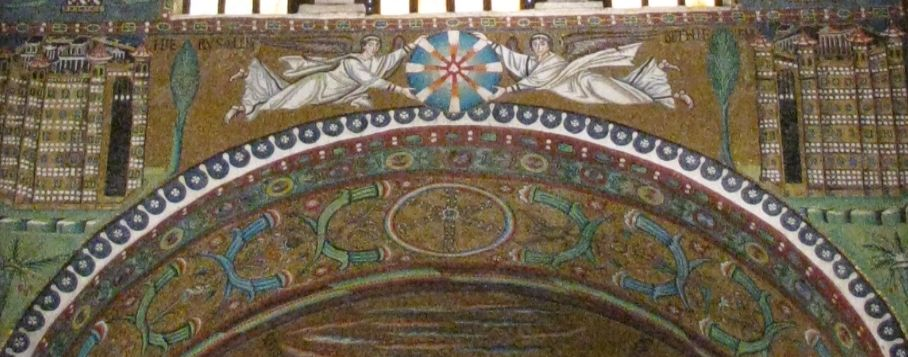
Die Städte Bethlehem und Jerusalem flankieren zwei Engel mit einem Alpha im Stern

Scheitelpunkt hin. Sie könnte entweder als Anspielung auf den von Christus erwähnten Weinstock (Joh 15, 1ff) oder den bei der Eucharistie als Blut Christi ausgeschenkten Wein gedeutet werden.

#### Bethlehem und Jerusalem
In den Zwickeln der Apsisstirnwand befindet sich das im frühen Christentum beliebte Motiv der Städte Jerusalem und Bethlehem. Dabei nimmt Jerusalem gewöhnlich die linke Position ein, die man in der christlichen Kunst oft mit dem Alten Testament und dem Judentum assoziierte, während die rechte Seite das Neue Testament und die Gnade Gottes durch Christus symbolisierte. In Bethlehem sahen die Gläubigen den Ort Jesu Geburt und Menschwerdung, in Jerusalem den Ort seines Leidens, Todes und der Auferstehung.

#### Engel mit Clipeus
Wie fließend Antike und Christentum zu der Zeit ineinander übergingen, zeigen anschaulich die schwebenden Engelpaare zwischen den Lünetten und den Emporenarkaden mit ihrem Clipeus. Das Motiv ist von antiken

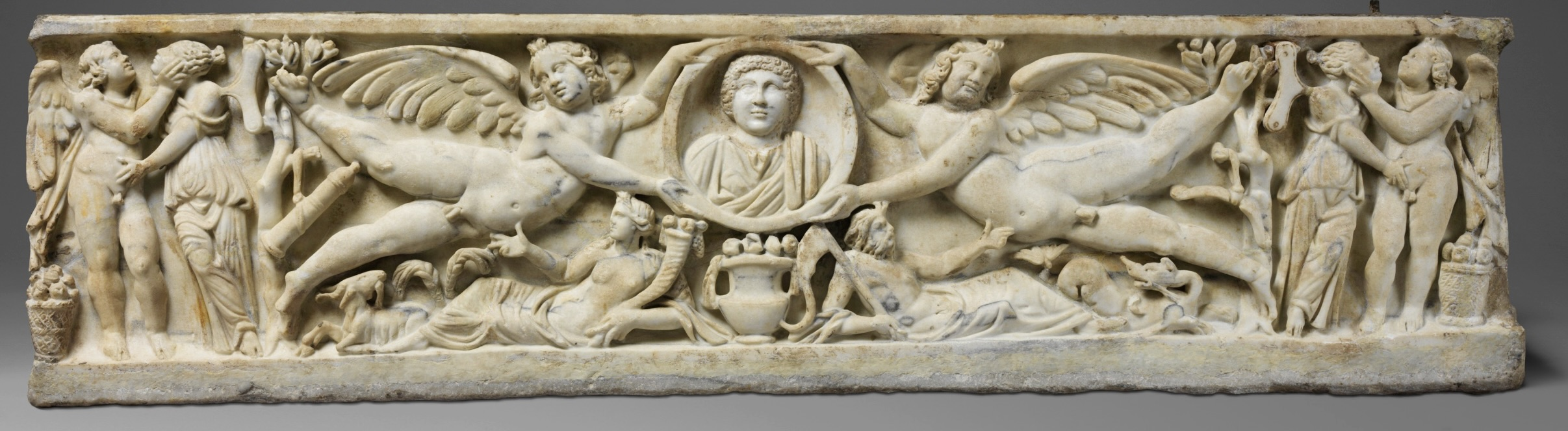
Römischer Sarkophag mit fliegenden Eroten und Clipeus

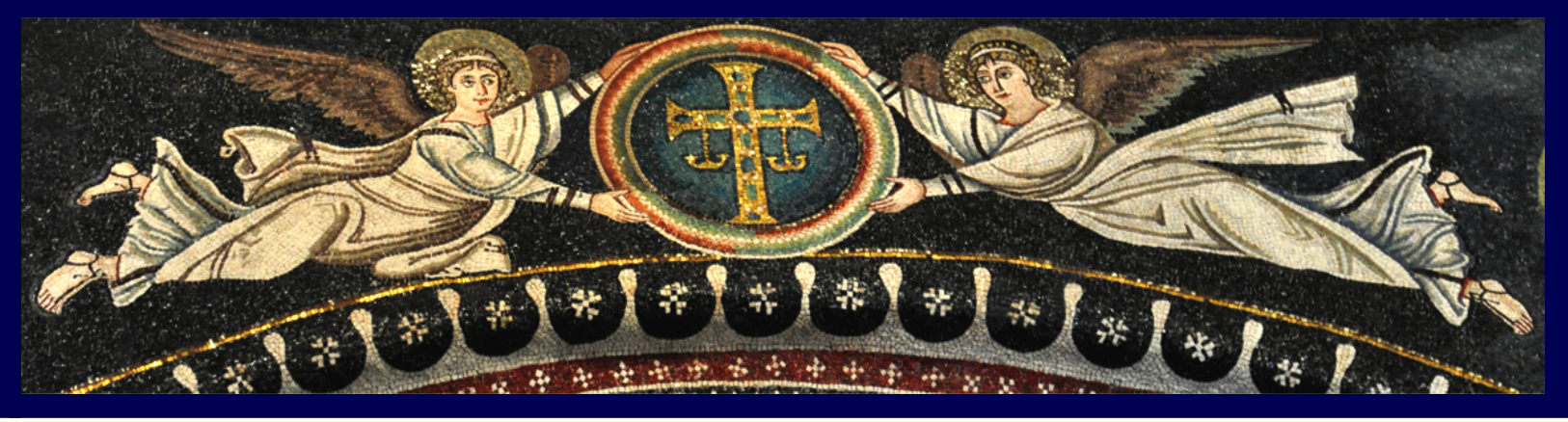
Fliegende Engel mit Clipeus und Gemmenkreuz

Sarkophagen entlehnt, wo zwei fliegende Eroten häufig das Bildnis des Verstorbenen in einem runden Schmuckfeld präsentierten. Im frühen Christentum wurden die Eroten durch Engel und das Porträt durch ein Gemmenkreuz ersetzt, das manchmal am Kreuzbalken zwei Pendilien mit einem Alpha (A) und einem Omega (Ω), den ersten und letzten Buchstaben des griechischen Alphabets, aufweist, die für die Herrschaft Christi vom Anfang bis zum Ende stehen. Hier handelt es sich vermutlich zweimal um ein Omega, dem ein angedeutetes Alpha im Stern der Apsistirnwand entspricht.

#### Das apokalyptische Lamm

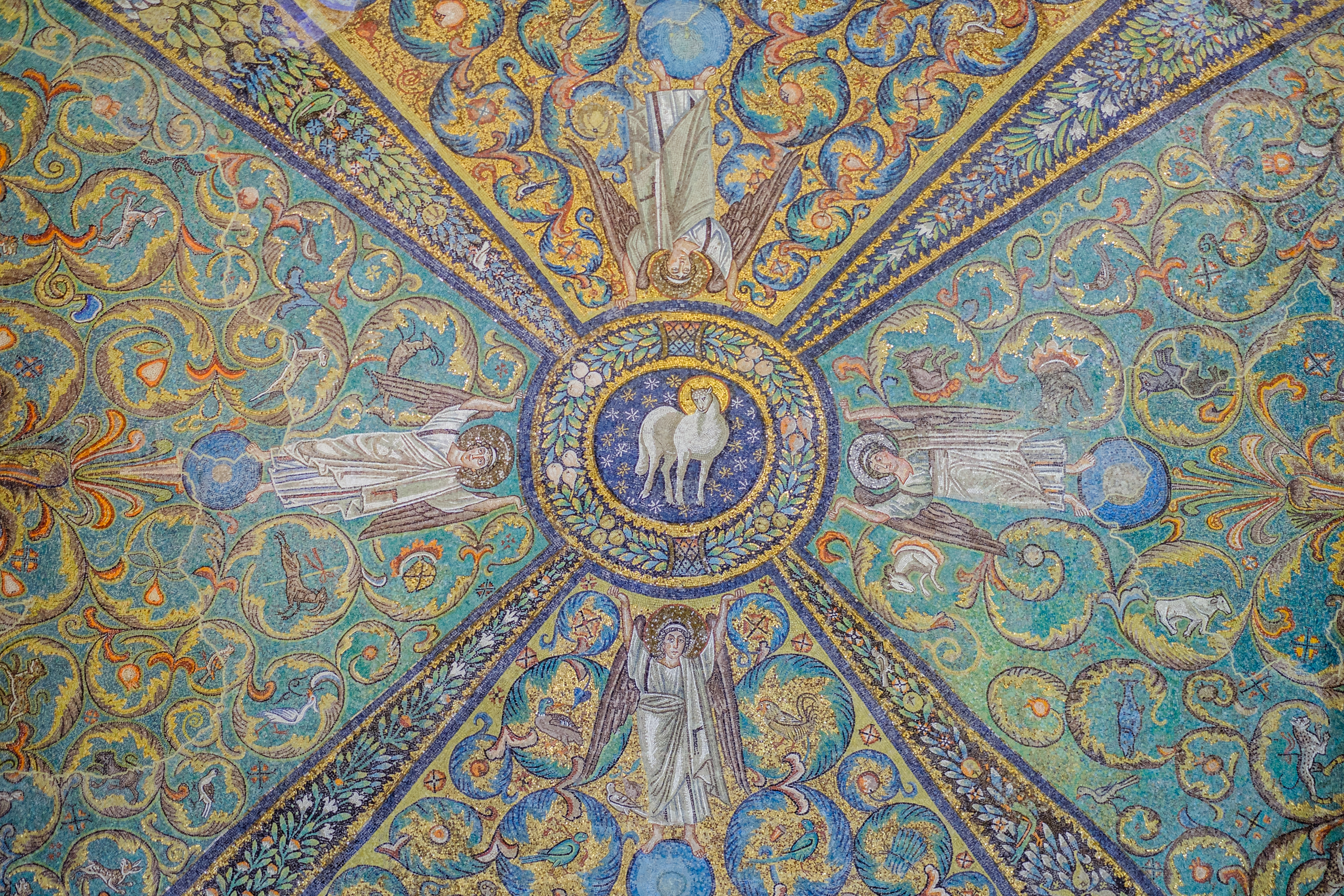
Das apokalyptische Lamm von vier auf Globen stehenden Engeln getragen

Über allem wölbt sich eine reich ornamentierte Decke mit pflanzlichen, animalischen und christlichen Motiven, die an eine paradiesische Landschaft erinnern. Ausgehend von vier Pfauen laufen vier Kreuzgratbänder auf das zentrale Medaillon zu. Dieses Mal nimmt nicht Christus, sondern an seiner Stelle das agnus dei mit 27 Sternen den Scheitelpunkt ein, was wiederum auf die Apokalypse des Johannes verweist (5,1-14; 14,1-5). Es wird von vier auf Globen stehenden Engeln getragen als Sinnbild für die in alle Himmelsrichtungen reichende kosmische Herrschaft Christi.

### Die Chorapsis

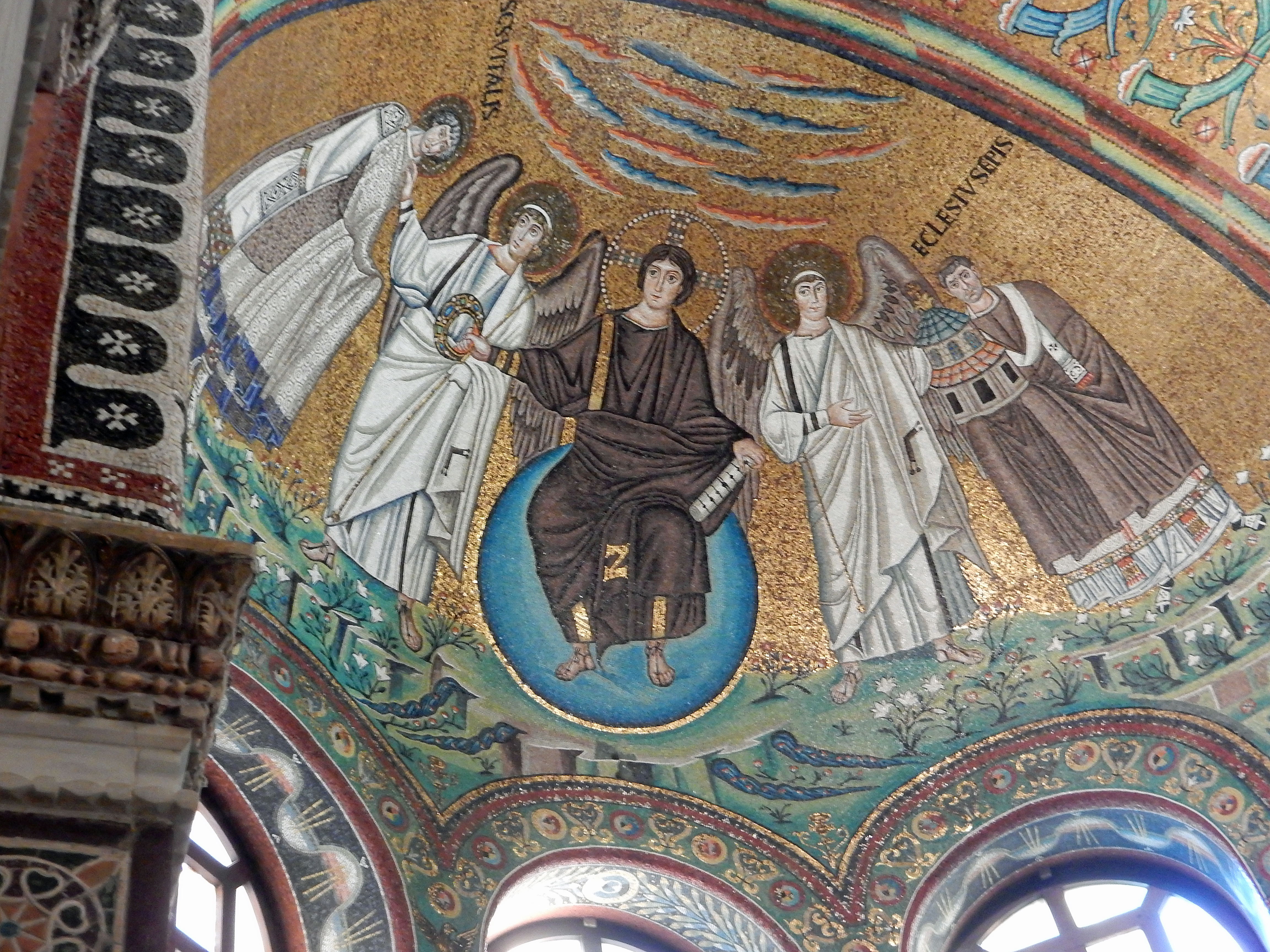
Christus als Weltenherrscher mit zwei Engeln, Vitalis und Ecclesius

#### Christus als Weltenherrscher
In der Kalotte der anschließenden Apsis thront der in purpurne Gewänder gehüllte Christus als Weltenherrscher. Es ist ein typisch byzantinisches und damit orthodoxes Motiv. Der jugendliche, bartlose und kurzhaarige Christus steht jedoch ganz im Kontrast zum orientalischen Christus mit Bart und langen Haaren, wie man ihn am Triumphbogen findet. Es war in dieser Zeit aber durchaus üblich, dass der Gottessohn entweder orientalisch, leidend und mit Bart oder aber entsprechend antiken Vorbildern als jugendlicher Held abgebildet wurde. Dies hing meist von den theologischen und künstlerischen Vorlieben der Auftraggeber ab, denen vor allem wichtig war, dass die Dargestellten entweder durch eine Inschrift oder prägnante Merkmale erkennbar waren. Christus mit Kreuznimbus sitzt, ähnlich wie die Engel des apokalyptischen Lammes, auf einer blauen Himmelskugel, ein Motiv, das sich bereits unter den Römern vom göttlichen zum kaiserlichen Sinnbild für die Weltherrschaft entwickelt hat. Ab dem 4. Jahrhundert mit einem Kreuz versehen, wurde es dann von den christlichen Herrschern als Reichsinsignie übernommen. Christus erscheint somit als Herr und Retter des Kosmos und das bis in alle Ewigkeit, wie die Paradiesflüsse darunter und die mit sieben Siegeln versehene Gesetzesrolle symbolisieren. Zwei stattliche Engel führen dem Weltenherrscher, förmlich wie beim byzantinischen Hofzeremoniell, den in der Kirche verehrten, kostbar gekleideten Vitalis zu, der mit verhüllten Händen, wie damals bei sakralen Handlungen üblich, die Märtyrerkrone empfängt. Rechts außen zeigt sich ohne Heiligenschein Ecclesius im einfachen Bischofsgewand. Man hatte seinem Wunsch entsprochen, ihn in der Apsis mit seinem für die damalige Zeit ungewöhnlichen Kirchenmodell zu verewigen. Alle Figuren stehen vor einem im Licht changierenden Goldhintergrund. Unter ihnen breitet sich eine blühende Landschaft aus, während über ihnen am Himmel blau- und rot-weiße Wolkenstreifen leuchten, so wie sie in der Apokalypse die Ankunft Christi als Endzeitrichter verkünden.

#### Justinian und Theodora

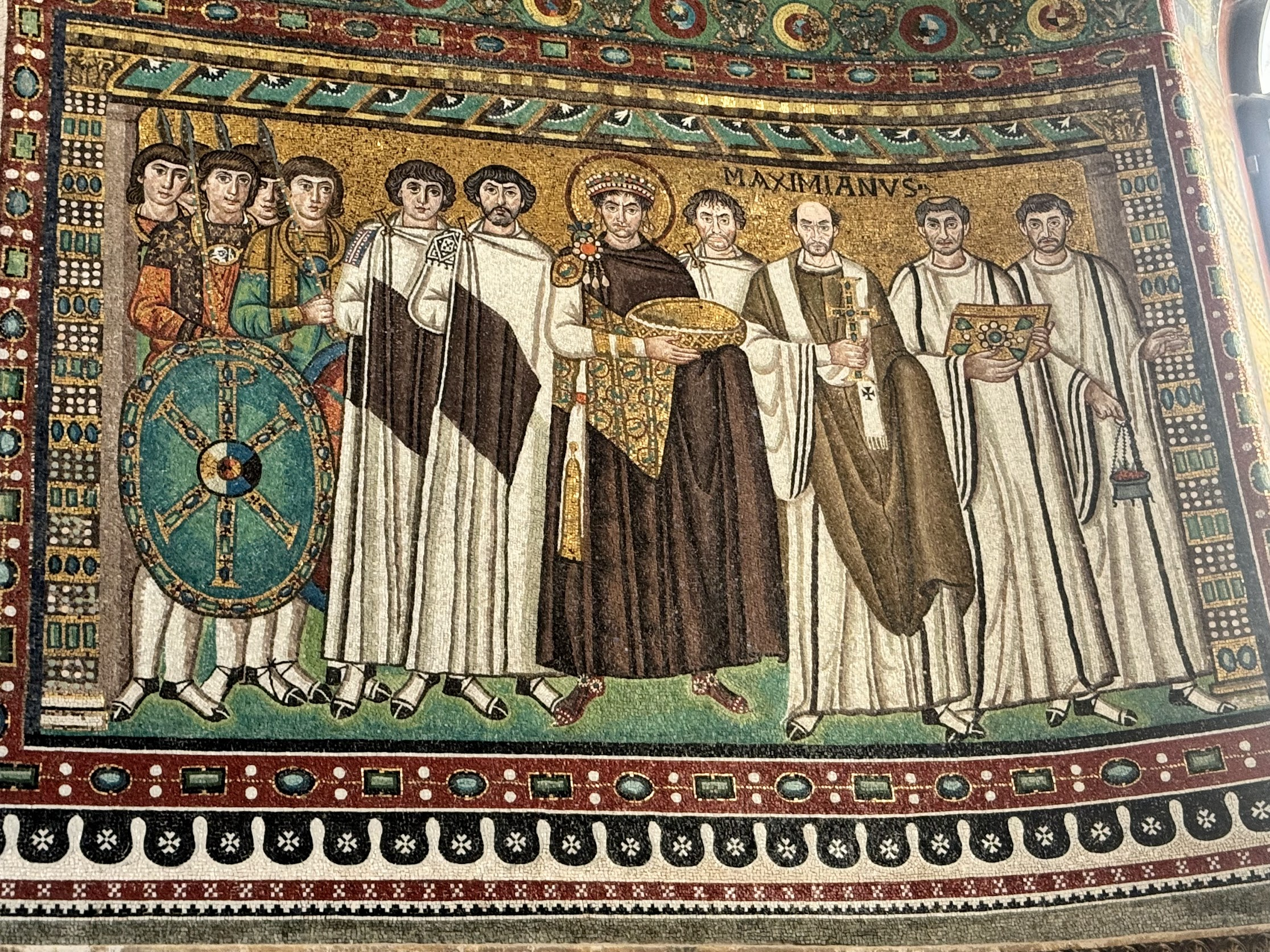
Justinian I. mit seinem Hofstaat und Erzbischof Maximian

Als die berühmtesten Mosaiken von San Vitale gelten die im Apsisgewände befindlichen Porträts des oströmischen Kaisers Justinian und seiner Frau Theodora. Der damals etwa 70-jährige Justinian posiert verhältnismäßig schlicht mit Leibgarde (domestici), Geistlichen und engen Würdenträgern, darunter vermutlich sein Heermeister Belisar. Er trägt eine kurze Tunika mit langen Ärmeln, darüber eine purpurne, an der Vorderseite golden bestickte Chlamys, die an der Schulter eine Scheibenfibel rafft. Anders als man erwarten würde, ist der Kaiser in keiner Weise größer oder erhöht dargestellt, wie man später im Mittelalter gerne verfuhr, sondern aufgrund der in Byzanz bevorzugten Isokephalie sind die Kopfhöhen alle identisch und er damit formal seinen Begleitern gleichgestellt. Abgesehen vom Diadem heben ihn nur seine juwelenbesetzten Schuhe als Kaiser hervor sowie die Tatsache, dass er als einziger nicht von anderen Figuren beschnitten wird. In einer kleinen Finesse jedoch macht sich eine gewisse Machtdemonstration bemerkbar, nämlich in der Darstellung der Füße. Auffallend ist, dass der Kaiser seinem Würdenträger zur Rechten auf die Füße tritt und der durch die Inschrift als einziger zu identifizierende Erzbischof Maximian genauso mit dem Fuß seines Untergebenen verfährt. Außerdem überrascht Justinians sonst nur Heiligen vorbehaltener Nimbus, ein Brauch, den Kaiser Augustus einführte, der neben seinem politischen Status zudem als Pontifex Maximus das Amt des Hohepriesters innehatte. Seither wurden alle römischen Imperatoren bis hin zum Christentum als „Herrscher in Gottes Auftrag“ verehrt (siehe auch Kaiserkult), was hier auch das Christusmonogramm ☧ auf dem Schild der kaiserlichen Leibgarde verdeutlicht. Die Tatsache, dass nur Maximian namentlich gekennzeichnet ist, sowie technische und stilistische Unregelmäßigkeiten in seinem Bereich, lassen den Verdacht aufkommen, dass der Erzbischof nach dem Tod seines Vorgängers Victor dessen Porträt durch sein eigenes austauschte und zur Verdeutlichung in großen Lettern seinen Namen darüber setzen ließ.

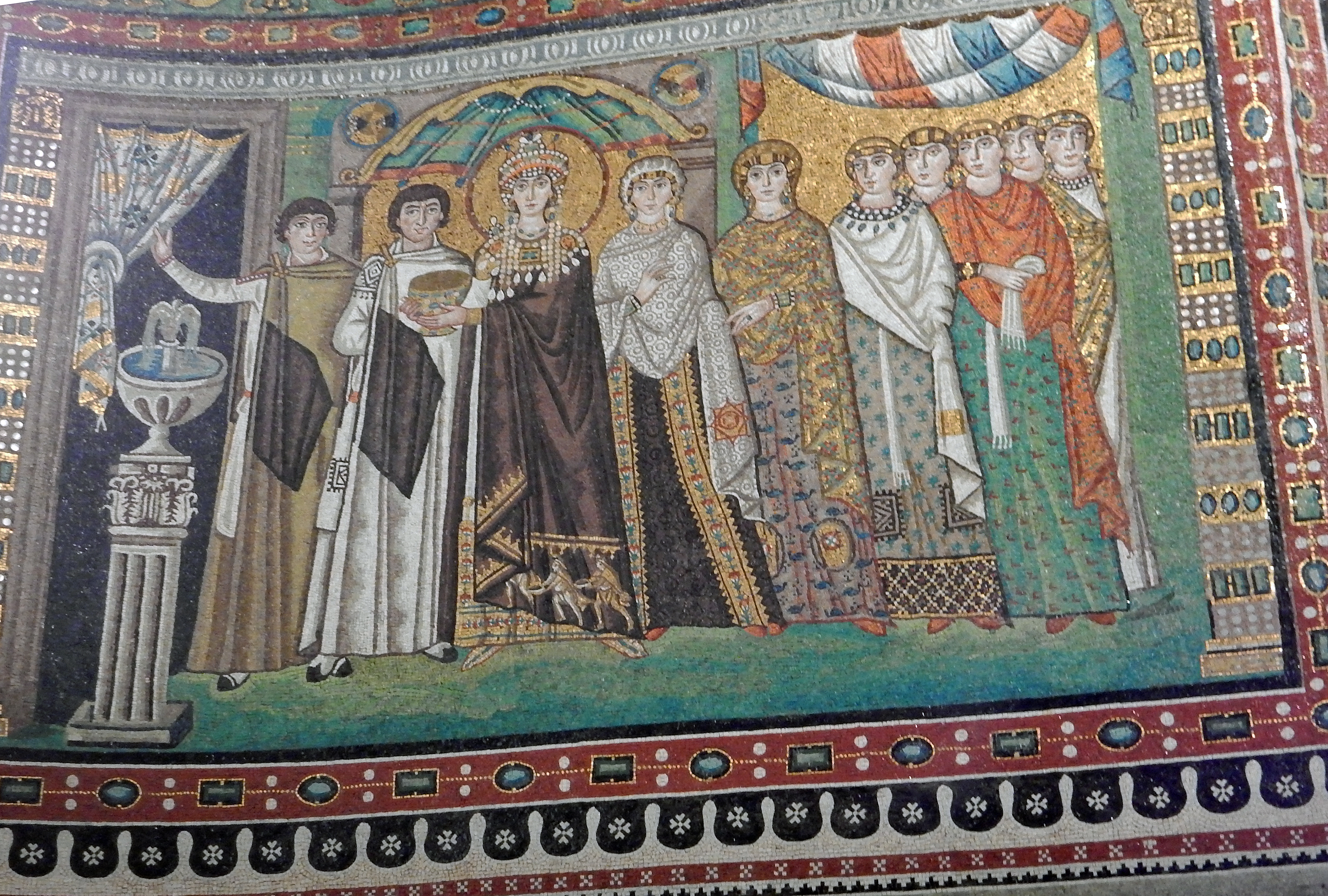
Kaiserin Theodora mit Hofstaat

Weniger steif, dafür umso farbenfreudiger und luxuriöser fällt der Hofstaat Theodoras aus. Die Kaiserin steht nicht mehr axial im Mittelpunkt, sondern präsentiert sich vor einer sehr prunkvollen, spätantiken Architektur. Gold und Grün sind die bestimmenden Farben, so auch die muschelartige Konche hinter ihr, die sie als Gemahlin Justinians hervorheben soll. Bunte Stoffe sind dekorativ über ihren Hofdamen drapiert, während man links hinter einem bestickten Vorhang einen sprudelnden Springbrunnen entdeckt. Wie ihr Nimbus, die Krone und ihr purpurnes Gewand bezeugen, ist auch sie Teil des kaiserlichen Gottesgnadentums. Tatsächlich nahm Theodora, obgleich einfacher Herkunft, oft bei politischen und sakralen Entscheidungen großen Einfluss auf den Kaiser. Die heiligen drei Könige auf der Bordüre ihres Umhangs entsprechen mit ihren phrygischen Mützen seitenverkehrt ganz einer Darstellung in Sant’Apollinare Nuovo, mit der Maximian Teile von Theoderichs Mosaiken gegen Märtyrerprozessionen ausgetauscht hatte. Die damals etwa 40-jährige Kaiserin wird rechts von ihren prächtig gekleideten Hofdamen begleitet und links von zwei bartlosen Hofbeamten, möglicherweise Eunuchen. Über die Identität der anderen Personen ist nichts belegt. Mit ihren sakralen Geräten gehören beide Gruppen einer liturgischen Prozession an. So trägt der Kaiser die goldene Patene für die Hostien, Theodora den prunkvollen Messkelch. Drei weitere Messgeräte bieten die Würdenträger zur Linken Justinians dar: das Kreuz und das Messbuch, beide reich verziert, sowie ein Weihrauchfass. Alle Dargestellten sind frontal ausgerichtet, doch ihre Gesten weisen auf den Pantokrator in der Apsiskalotte hin. Da sich das Kaiserpaar nie in Ravenna aufgehalten hatte, handelte es sich hier vermutlich um eine rein fingierte Weiheprozession von für die Kirche entscheidenden Persönlichkeiten. Was die Authentizität der Herrscherbildnisse betrifft, so haben sich die Künstler wahrscheinlich an den offiziellen Ikonen des byzantinischen Hofes orientiert, die jeweils während der Regierung eines Kaisers im Reich kursierten.

### Die Gründer von San Vitale
Bischof Ecclesius (522-32) darf dank der finanzieller Unterstützung von argentarius Julianus, einem betuchten Bankier, eindeutig als Gründer der Kirche angesehen werden und hat einen Großteil der künstlerischen Ausstattung in Auftrag gegeben. Da der Bischof jedoch schon 532 starb, ist kaum anzunehmen, dass die ostgotischen Herrscher zum damaligen Zeitpunkt ein so prominentes Porträt des oströmischen Kaisers geduldet hätten. Von seinem Nachfolger Ursicinus (534-36) ist keine Bautätigkeit überliefert, so dass man die Herrschermosaike in die Zeit des Nachfolgers Victor (537/38–544/45) datieren kann, in dessen Amtsperiode Ravenna von Byzanz erobert wurde. Als orthodoxer Bischof war er Ostrom schon davor sehr verbunden, weshalb es durchaus denkbar ist, dass er mit den Apsismosaiken die Befreiung Ravennas von den Ostgoten und damit vom Arianismus würdigen wollte. Die Entstehung der Kaiserporträts zwischen 540-544 scheint daher plausibel, ebenso der Wunsch Victors, sich wie Ecclesius in seiner Kirche zu verewigen. Daher könnte er sein Bildnis durchaus in die Prozession des kaiserlichen Gefolges eingereiht haben. Doch bereits 545 starb er, ein Jahr nach der Vollendung der Mosaiken.
Die Entscheidung für seinen Nachfolger fiel in Konstantinopel, wo sich Justinian als geistliches Oberhaupt zur Enttäuschung der Ravennaten nicht für einen der ihrigen, sondern für den ihm gewogenen Gewährsmann Maximian aus Pula entschied. Als nächstes erhob er Ravenna zur Hauptstadt des byzantinischen Exarchat und zum Erzbistum, eine Machtdemonstration, mit der er die Bedeutung, aber auch die weltliche und geistliche Abhängigkeit der jüngst eroberten Stadt klar stellen wollte. Entsprechend kühl wurde der vom Kaiser bestimmte Erzbischof von der Bevölkerung aufgenommen. Erst hatte man ihm sogar das Betreten der Stadt verweigert, und es bedurfte vieler guter Worte und aufwändiger Geschenke, ehe er sie für sich gewann. Es dürfte daher nicht verwundern, dass er als geistlicher Repräsentant des Kaisers und nach dem Papst mächtigster Kleriker des Westens sich demonstrativ in vollem Ornat an dessen Seite dargestellt sehen wollte.
Eine solch willkürliche Handlung ließ in der Forschung öfter die Frage aufkommen, ob im Zuge dieser Veränderungen noch weitere Zeitgenossen hinzugefügt worden sein könnten. Im Focus stand dabei der etwas eingezwängte und ohne Füße dargestellte Würdenträger zwischen dem Kaiser und dem Erzbischof. Tatsächlich weist er in seiner Ausführung Ähnlichkeiten mit den anderen Neuerungen auf. Deshalb wurde spekuliert, dass es sich um den Heerführer Belisar handeln könnte, dem Justinian und Victor 540 die Einnahme Ravennas verdankten. Doch weder diese noch andere Zuschreibungen fanden in der neueren Forschung bisher Widerhall.

### Auswirkungen der Herrscherporträts
Die Darstellung weltlicher Herrscher mit ihren Soldaten und Hofdamen im allerheiligsten Bereich der Kirche war etwas Unerhörtes, vor allem da Frauen dazu so gut wie keinen Zutritt hatten. Zwar galten Herrscherbildnisse in den Kirchen Ravennas zur damaligen Zeit als nichts Ungewöhnliches. Als erste hatte Galla Placidia schon hundert Jahre früher auf den Triumphbögen der von ihr errichteten Kirche San Giovanni Evangelista Porträts ihrer Dynastie angebracht, was Theoderich als rex Italiae dazu bewog, in seiner Palastkirche Sant’ Apollinare Nuovo ebenfalls seine Familie zu verewigen. Doch selbst in Konstantinopel waren Bildnisse des Basileus und seines Hofstaats in dem der Liturgie vorbehaltenen Apsisbereich undenkbar. Nachweislich geht eine solch pompöse Darstellung des Kaiserpaares auf den römischen Kaiser Diokletian zurück. Sein wiederum von den Persern inspiriertes Hofzeremoniell hinterließ mit seinem pompösen Prunk einen so nachhaltigen Eindruck, dass Hinterlassenschaften davon bis heute bei offiziellen Auftritten weltlicher und geistlicher Machthaber zu finden sind.
Es ist durchaus anzunehmen, dass auch Karl den Großen die Bildnisse von Justinian und Theodora tief beeindruckten. Jedenfalls ließ er seine Palastkapelle in Aachen ganz nach dem Vorbild von San Vitale bauen, allerdings ohne das ikonographische Programm.
Die im Presbyterium so plakativ angebrachten Kaiserporträts kann man somit als Ausdruck der justinianischen Expansionspolitik sehen, mit der er die Auflösung des arianisch-gotischen Königreiches, eine 200-jährige Herrschaft durch Byzanz und den endgültigen Triumph der katholischen Kirche in Italien erreichte.

## Fresken
Während die Ausgestaltung des Altar- und Apsisbereichs noch auf die Entstehungszeit San Vitales zurückgeht, entstand der heute zu sehende Bildschmuck des zentralen Kuppelraums erst in der Neuzeit. Gegen Ende des 18. Jahrhunderts beauftragten die Benediktiner-Mönche den Künstler Serafino Barozzi mit der Ausschmückung der ihnen anvertrauten Kirche. Diesem schloss sich bald darauf Jacopo Guarana an. Vollendet wurde das Werk von Ubaldo Gandolfo, der bereits zuvor mit Barozzi zusammengearbeitet hatte. Bei den Fresken handelt es sich um zeittypische illusionistische Malerei. Im Kuppelscheitel werden der Heilige Vitalis und der Heilige Benedikt im Himmel gezeigt.

## Orgel
Die Orgel wurde 1967 von der Orgelbaufirma Mascioni erbaut. Das Instrument hat 53 Register auf drei Manualen und Pedal. Davon sind 15 Register Transmissionen und 13 Register Extensionen.
| I Schwellpositiv C– |        |
| Principale          | 8′     |
| Bordone             | 8′     |
| Salicionale         | 8′     |
| Ottava              | 4′     |
| Flauto              | 4′     |
| Eolina              | 4′     |
| Flauto in XII       | 2 ⁄3′  |
| Flautino            | 2′     |
| Decimino            | 1 3⁄5′ |
| Piccolo             | 1′     |
| Oboe                | 8′     |
| Regale              | 8′     |
| Voce Celeste        | 8′     |
|                     |        |
| Tremulant           |        |

| II Hauptwerk C–  |       |
| Principale       | 16′   |
| Principale       | 8′    |
| Flauto traverso  | 8′    |
| Dulciana         | 8′    |
| Flauto Camino    | 4′    |
| Ottava           | 4′    |
| Decimaquinta     | 2′    |
| Ripieno Grave II | 1 ⁄3′ |
| Ripieno Acuto IV |       |
| Tromba Corno     | 8′    |

| III Schwellwerk C– |        |
| Bordone            | 16′    |
| Principale         | 8′     |
| Bordone Amabile    | 8′     |
| Viola di Gamba     | 8′     |
| Salicionale        | 8′     |
| Principalino       | 4′     |
| Flauto             | 4′     |
| Nazardo            | 2 ⁄3′  |
| Silvestre          | 2′     |
| Ottavina           | 2′     |
| Larigot            | 1 ⁄3′  |
| Decimino           | 1 3⁄5′ |
| Pienino III        |        |
| Oboe               | 8′     |
| Regale             | 8′     |
| Voce Celeste       | 8′     |
| Coro Viole III     |        |
|                    |        |
| Tremulant          |        |

| Pedalwerk C–   |        |
| Basso Acustico | 32′    |
| Contrabbasso   | 16′    |
| Principale     | 16′    |
| Subbasso       | 16′    |
| Bordone        | 16′    |
| Basso          | 8′     |
| Bordone        | 8′     |
| Dolce          | 8′     |
| Quinta         | 5 1⁄3′ |
| Ottava         | 4′     |
| Flauto         | 4′     |
| Fagotto        | 8′     |
| Trombina       | 4′     |

- Koppeln: I/II, III/I, III/II, I/P, II/P, III/P; Superoktavkoppeln (II/II, III/II, III/III, I/P, II/P, II/P) und Suboktavkoppel III/II.

## Einordnung

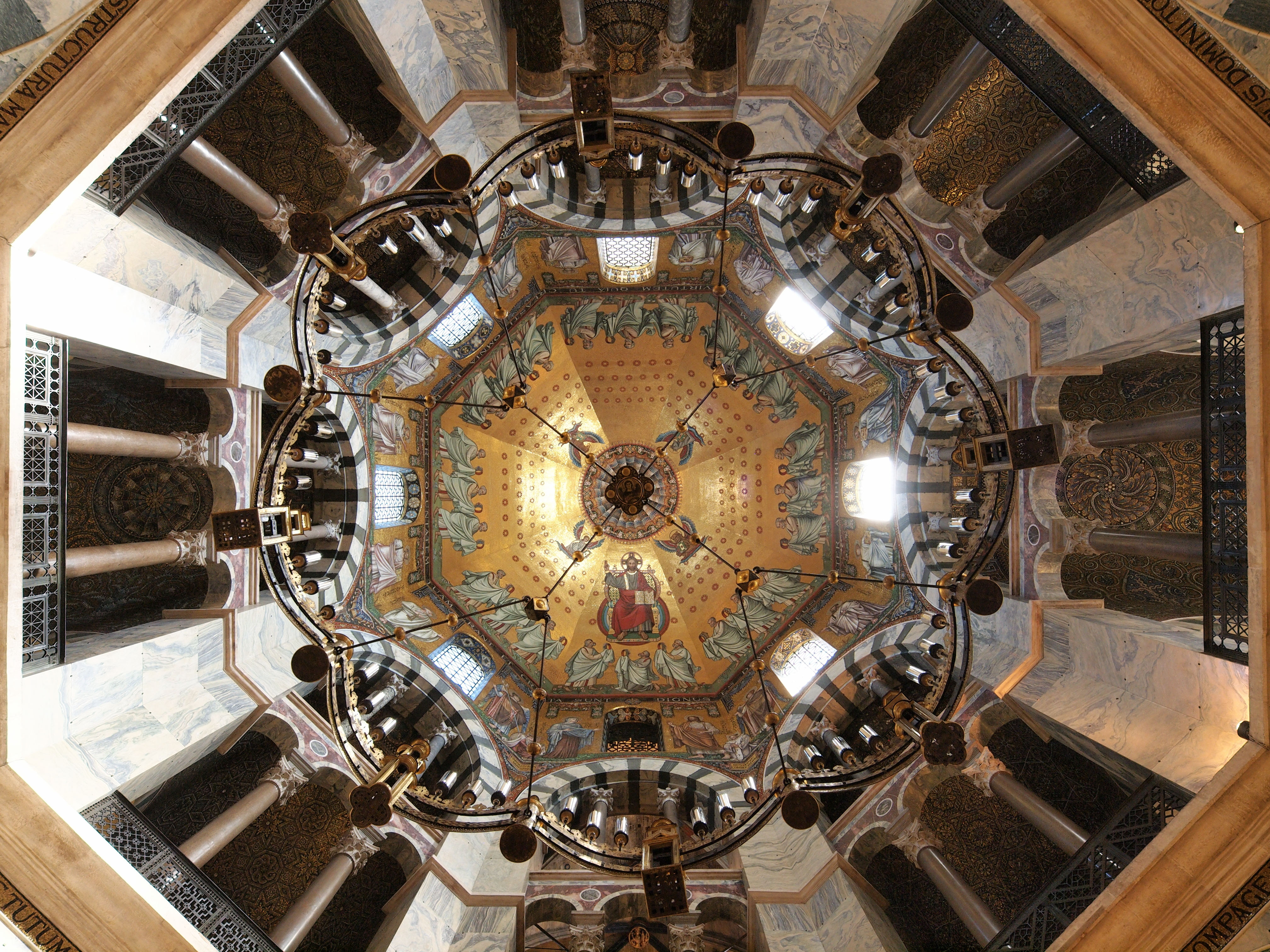
Oktogon des Aachener Doms

Der Bau, der architektonisch am nächsten mit San Vitale verwandt ist, ist die von Justinian I. vor 536 in Konstantinopel errichtete Sergios-und-Bakchos-Kirche, deren Mosaike in der osmanischen Zeit jedoch komplett zerstört wurden. Auch hier bildet ein überkuppelter oktogonaler Zentralraum den Mittelpunkt des Gebäudes. Zwischen den Pfeilern wechseln sich allerdings anders als in Ravenna halbrunde und rechteckige Nischen ab. Der Umgang ist wie in San Vitale ebenfalls oktogonal und, für Konstantinopel typisch, mit einer Empore versehen. Diese Innenraumgliederung wirkt sich hier allerdings nicht auf den Außenbau aus, der eine quadratische Grundform hat. Insgesamt steht San Vitale sehr stark – stärker als jede andere ravennatische Kirche – in der konstantinopolitanischen Bautradition. Möglicherweise brachte Bischof Ecclesius die Pläne für den Bau der Kirche mit nach Ravenna, nachdem er 525 gemeinsam mit Papst Johannes I. im Auftrag des ostgotischen Königs Theoderich in die oströmische Hauptstadt gereist war.
Für die westeuropäische Architektur erhielt San Vitale wiederum selbst Vorbildcharakter. Die um 800 von Karl dem Großen erbaute Aachener Pfalzkapelle weist starke Bezüge zu dem ravennatischen Bau auf. Der Frankenherrscher hatte durch seine Eroberung des Langobardenreiches auch Ravenna unter seine Kontrolle gebracht. Der Überlieferung zufolge ließ er Baumaterial, wie z. B. Säulen, von dort nach Aachen schaffen. Karl versuchte wohl seinem eigenen, erst kürzlich errungenen Kaisertum durch solche Rückbezüge auf spätrömisch-byzantinische Traditionen Legitimität zu verleihen.

(idealisierter) Grundriss der Sergius-und-Bacchus-Kirche
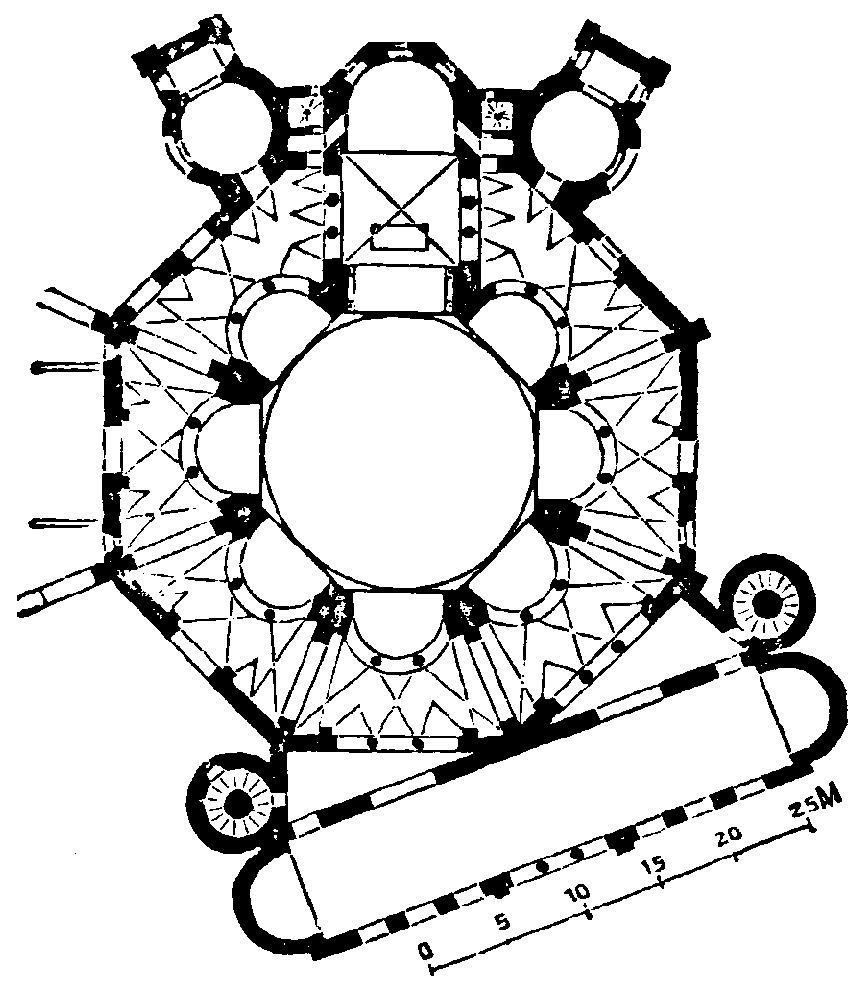
Grundriss von San Vitale
Grundriss der Aachener Pfalzkapelle